# 韋斯特伍德 (印地安納州)
韋斯特伍德（英語：Westwood）是位於美國印地安納州亨利縣的一個非建制地區。該地的面積和人口皆未知。